# Le Pouvoir des Six
 (mai 2013).
Si vous disposez d'ouvrages ou d'articles de référence ou si vous connaissez des sites web de qualité traitant du thème abordé ici, merci de compléter l'article en donnant les références utiles à sa vérifiabilité et en les liant à la section « Notes et références ».
Le Pouvoir des Six (titre original : The Power of Six) est un roman de science-fiction américain de Jobie Hughes et James Frey (sous le pseudonyme de Pittacus Lore) publié en 2011 puis traduit en français et publié en 2012. Il s'agit du deuxième tome de la série Lorien Legacies qui en compte sept.
Depuis la catastrophe survenue à Paradise, John, Six et Sam sont en fuite et défraient la chronique. Considérés maintenant comme des terroristes, ils doivent redoubler de prudence pour échapper aux forces de police et aux Mogadoriens. Mais attirer l’attention peut aussi avoir des avantages… Quelque part en Espagne, quelqu’un a repéré ce trio inattendu et n’attend qu’une chose : pouvoir les rejoindre !

## Résumé
L'histoire raconte deux points de vue en parallèle avec maintenant un nouveau personnage : Numéro Sept, se trouvant à Santa Teresa dans un couvent en Espagne; avec toujours Numéro Quatre aux commandes qui est en fuite en Amérique avec Sam, Six, et Bernie Kosar.
L'intrigue tourne principalement autour de John et de Numéro Six. John et les autres fuient les Mogadoriens qui les traquent sans relâche, tout en essayant de trouver un moyen de contacter les autres Loriens. Leurs pouvoirs deviennent de plus en plus forts. Alors qu'ils avaient eu du mal à l'école face aux Mogadoriens, il devient de plus en plus facile désormais de les combattre.
Marina est Numéro Sept. Elle vit en Espagne, à Santa Teresa, dans un couvent avec sa Cêpane. Elle veut trouver "les autres" et suit les actions de John, sur Internet, depuis ce qui s'est passé dans l'Ohio. Son Cêpane est devenu une fervente pratiquante de l'église et a presque totalement oublié son héritage lorien, ce qui oblige Marina à rester.	
Si les Gardanes de Loriens envoyés sur Terre se rassemblent, ils seront dotés d'une force incroyable, davantage que les Anciens Originaux. 
Dans le second vaisseau, il y avait un dixième Gardane qui pourrait être un descendant et héritier de Pittacus Lore lui-même.
Le père de Sam n'a toujours pas été retrouvé, mais on apprend dans la lettre écrite par Henri, laissée à John avant sa mort, que c'est lui qui a aidé Henri et John quand ils sont arrivés sur Terre.
Ce 2e tome est l'occasion de passer d'une romance entre John et Sarah à un carré amoureux entre John, Six, Sarah et Sam. Sam commence à croire qu'il est tombé amoureux de Six. John est toujours amoureux de Sarah mais il se rapproche considérablement de Six. À un moment donné -vers la fin-, Six embrasse John mais ce dernier n'est pas sûr de savoir comment réagir. Cela semble créer des tensions entre John et Sam.
Vers la fin du livre, John et Sam se séparent de Six qui se rend en Espagne pour y retrouver et sauver Numéro Sept, avec Numéro Dix et son Cêpane, d'une bataille contre les Mogadoriens. 
John et Sam libèrent par pure coïncidence Numéro Neuf de la grotte des Mogadoriens, où était prisonnière Six avant d'obtenir son don d'invisibilité. Neuf a plus ou moins le même âge que John, mais semble avoir davantage développé ses Dons.

## Accueil critique
Le livre a reçu des critiques généralement positives avec une note moyenne de 4,18⁄5 sur Goodreads (site de suggestions de livres)  basée sur 51,122 votes.
Kirkus Reviews a indiqué, avec une critique beaucoup plus favorable que son prédécesseur :  « […] En fin de compte, les deux histoires en parallèle sont un réel apogée avec des foules de monstres extraterrestres, la foudre de héros se brandissant devant le danger et l'embrasement d'innombrables Mogadoriens. Michael Bay (qui a produit l'adaptation cinématographique du livre de 2011) va sûrement être heureux! »

## Suite
La Révolte des Neuf (The Rise Of Nine), le troisième tome de la saga, est sorti le 21 août 2012 aux États-Unis puis en France le 17 avril 2013. 
Il s'agit du premier livre de la série à ne pas être écrit par Jobie Hughes - qui s'est éloigné du projet après avoir terminé la première ébauche du Pouvoir des Six. Pour La Révolte des Neuf, un nouvel écrivain s'associe à James Frey : Greg Boose. 
Le livre est narré du point de vue de John, Six et Marina.
L'Empreinte de Cinq (The Fall of Five), quatrième tome de la saga, est sorti le août 2013 aux États-Unis puis le 16 avril 2014 en France.